# Mapleton (Utah)
Mapleton ist eine Stadt im Utah County des US-Bundesstaates Utah mit 11.365 Einwohnern (Stand: Volkszählung 2020). Sie liegt im Südwesten des Utah Valley unterhalb der Wasatch Mountains am Rand der Uferebene des Utah Lake. Sie wurde als landwirtschaftliche Siedlung des nördlich angrenzenden Springville gegründet und wächst seit etwa den 1990er Jahren massiv, dank der Wandlung des Siedlungscharakters zu einer Vorstadt der Provo/Orem-Metropolregion.

## Geschichte
Das gesamte Utah Valley war ursprünglich Lebensraum und Streifgebiet der namensgebenden Ute-Indianer.
Die Stadt ging aus einer Außensiedlung namens Union Field hervor, die von Bewohnern des rund 8 km entfernten Springvilles 1856 anlegt wurde, nur sechs Jahre nach der Gründung der Muttersiedlung. Die ersten Bewohner waren Mormonische Pioniere, die von der Kirche Jesu Christi der Heiligen der Letzten Tage in Salt Lake City abgesandt worden waren, das Utah Valley zu besiedeln, das südlich an das Tal des Großen Salzsees angrenzt. Der erste Name Union Field geht darauf zurück, dass die ersten Siedler einen Bewässerungsgraben und die Felder in Kollektiveigentum, in Anlehnung an die Gütergemeinschaft der Jerusalemer Urgemeinde, anlegten, rodeten und bewirtschafteten.
Eine systematische Besiedelung kam aber erst in Gang, nachdem die Ute-Indianer 1869 in ein Reservat gezwungen wurden. Jetzt wurden die Grundstücke nach dem Homestead Act individuell vergeben; die Mitglieder der Gütergemeinschaft des United Order hatten zwar den ersten Zugriff auf die Siedlungsgrundstücke, es kam aber zu einer Reihe gravierender Streitfälle, die vom Bischof der Kirche geschlichtet werden mussten. Für das Jahr 1877 sind 18 Familien in der Siedlung nachgewiesen, 1884 wurde die erste Schule gebaut, 1887 gründeten die Siedler ihre eigene lokale Gemeinde innerhalb der Kirche Jesu Christi. Diese benannten sie Mapleton, nach einer Gruppe von Ahornbäumen im Siedlungsgebiet.
Die Versorgung mit Wasser für die Bewässerung der Felder und auch das Angebot an Ackerflächen wurde zu klein, als die Familien wuchsen. Die Siedler waren unzufrieden mit der Verwaltung durch Springville, dessen Gemeinderat ihnen keine ausreichenden Mittel für den Ausbau der Infrastruktur zur Verfügung stellte. Daraufhin wandten sich die Einwohner 1901 an das Parlament in Salt Lake City und beantragten die Ausgründung aus Springville unter dem Namen, der bereits von der Kirchengemeinde verwendet wurde. Sie wurde im selben Jahr gewährt und Mapleton zunächst mit dem Status einer Town selbständig.
Unter der Selbstverwaltung blühte die Stadt auf, insbesondere wurden große Summen aus dem Privatvermögen ihrer wohlhabenderen Bürger gestiftet. In den ersten zehn Jahren wurden ein neues Schulhaus, Straßenausbau, ein Kirchengebäude und Abwasserkanäle finanziert, dazu auch ungewöhnlich viele Bäume an Alleen und in öffentlichen Grünanlagen. 1913 schloss die Gemeinde einen Vertrag mit der Utah Power and Light Company über die Versorgung mit Elektrizität und 1918 wurde das Bewässerungssystem für die Felder ausgebaut. 1948 wurde Mapleton als City anerkannt.

## Mapleton heute
Die Bevölkerung in Mapleton wuchs in den ersten Jahrzehnten nur langsam, auch als ab den 1950er Jahren immer mehr Einwohner in das Wirtschaftszentrum von Provo und Orem pendelten, weil die Stadt unter den Bergen aber abseits größerer Wasserläufe den bewässerten Teil ihres Ackerlandes nicht mehr ausbauen konnte. Wie im Utah Valley generell, änderte sich das erst in den 1990er Jahren. Seitdem wurden massiv Einfamilienhaussiedlungen auf dem schlecht zu bewirtschaftenden Boden errichtet und Mapleton entwickelte sich systematisch zur Vorstadt. Von 3500 Einwohnern 1990 wuchs die Stadt auf etwa 8500 im Jahr 2010. Dabei zog Mapleton überdurchschnittlich wohlhabende Einwohner an, das Median-Haushaltseinkommen lag 2000 bei $60.985, während Utah County im Durchschnitt bei $56.752 lag. Allerdings haben die Einwohner Mapletons ein deutlich unterdurchschnittliches Bildungsniveau, nur 25,9 % der Bevölkerung hat einen Collegeabschluss, während Utah County auf 34,7 % kommt.
Die Stadt verfügt in der südlichen Hälfte des Gemeindegebietes über beträchtliche Flächenreserven, die bisher noch landwirtschaftlich genutzt werden, und plant bis zum Jahr 2020 weiter zu wachsen und dann etwa 20.000 Einwohner zu haben.
Die Stadt ist über den U.S. Highway 89 mit den nördlichen Wirtschaftszentren verbunden. Sie ist im Norden mit Springville zusammengewachsen, im Westen und Südwesten grenzt Spanish Fork an.

## Söhne und Töchter der Stadt
- Tennyson Whiting (* 2001), Tennisspieler